# Paranaitis inflata
Paranaitis inflata är en ringmaskart som först beskrevs av Anne D. Hutchings och Murray 1984.  Paranaitis inflata ingår i släktet Paranaitis och familjen Phyllodocidae. Inga underarter finns listade i Catalogue of Life.